# Sarsamus
Sarsamus (arab. سرساموس) – miejscowość w Egipcie, w muhafazie Al-Minufijja. W 2006 roku liczyła 4173 mieszkańców.